# Левер (Португалия)
Левер (порт. Lever)  —  населённый пункт и район в Португалии,  входит в округ Порту. Является составной частью муниципалитета  Вила-Нова-де-Гайа. Находится в составе крупной городской агломерации Большой Порту. По старому административному делению входил в провинцию Дору-Литорал. Входит в экономико-статистический  субрегион Большой Порту, который входит в Северный регион. Население составляет 3033 человека на 2001 год. Занимает площадь 6,88 км².
Покровителем района считается Андрей Первозванный (порт. Santo André). 
Праздник района —  24 июня. 